# Ghiacciaio Leppard
Il ghiacciaio Leppard (in inglese Leppard Glacier) è un ghiacciaio situato sulla costa di Oscar II, nella parte occidentale della Terra di Graham, in Antartide. Il ghiacciaio, il cui punto più alto si trova 489 m s.l.m., fluisce in direzione est, passando tra le montagne di Aristotele e le vette Voden, fino ad entrare nell'insenatura SCAR, a nord del picco Ishmael.

## Storia
Il ghiacciaio Leppard fu scoperto da Sir Hubert Wilkins che lo fotografò durante una ricognizione aerea il 20 dicembre 1928 scambiandolo però per un'insenatura ricoperta dai ghiacci. Solo dopo una ricognizione aerea effettuata nel 1955 dal British Antarctic Survey, che all'epoca si chiamava ancora Falkland Islands and Dependencies Survey (FIDS), si appurò che la formazione era in realtà un ghiacciaio e il Comitato britannico per i toponimi antartici la rinominò con il suo attuale nome in onore di Norman A.G. Leppard, un assistente ricognitore del FIDS che sorvolò quest'area nel 1955.